# Dysphania subrepleta
Dysphania subrepleta är en fjärilsart som beskrevs av Walker 1854. Dysphania subrepleta ingår i släktet Dysphania och familjen mätare. Inga underarter finns listade i Catalogue of Life.